# نسيم شمامة
نسيم شمامة: هو ابن الربّي شلومو شمامة، ولد عام 1805 وتوفي بمدينة القرنة (Livourne) الإيطالية في 23 جانفي 1873، رجل أعمال يهودي تونسي عمل لفائدة البايات الحسينيين وتولى خطة قابض عام للدولة التونسية بما يساوي رتبة وزير.

## حياته في تونس
اشتغل نسيم شمامة في بدايته بتجارة القماش. وهو ما مكنه من التعرف على الدوائر العليا في الدولة الحسينية واشتغل لدى عائلة بن عياد كقابض، ثم في عام 1852 انتقل ليعمل مع الوزير الأكبر ذي النفوذ الكبير مصطفى خزندار، قابض مال خاص له. وبعد فرار محمود بن عياد من البلاد التونسية في جوان 1852، عين عوضا عنه في منصب قابض مال الدولة ، وحاز على ثقة الباي، حتى أنه حصل على رتبة أمير أمراء وعلى وسام نيشان افتخار وهو أكبر وسام تمنحه الدولة آنذاك. وقد أصبح يسيطر على الوظائف المالية، ومنذ عام 1860 وحتى العام 1864 اشتغل مديرا لوزارة المالية. وأصبح من أثرى أثرياء البلاد حتى أنه أقرض الدولة الحسينية عشرين مليون ريال. أما إزاء طائفته فقد أسند إليه منصب قايد اليهود عام 1859، وكان يساعد في المشاريع ذات الصبغة الدينية من ذلك مساعدته في بناء كنيس مدينة تونس، وأوصى بمنح مبلغ من ثروته لفائدة مكتبة تلمودية بالقدس  وساعد على طباعة الكتب الدينية اليهودية. وفي نفس الإطار استطاع عام 1853، أن يقنع الباي بإعفاء الطائفة اليهودية من أعمال السخرة 

## فراره
في شهر جوان 1864، فر نسيم شمامة أولا إلى فرنسا ثم بعيد حرب عام 1870 مع ألمانيا، غادرها إلى إيطاليا ليستقر بمدينة القرنة، وقد حمل معه عند فراره إلى الخارج مبلغا تختلف المصادر في تقديره بين من يقول إنه لا يقلّ عن ثلاثين مليون فرنك، ومن يقول إنه في حدود عشرين مليون متأتية من اختلاس مال الدولة عندما توفي ترك ثروة تقدر بـ: 27716688 فرنك. لاحقته دولة البايات بتهمة الحسينية اختلاس أموالها وأرسلت الجنرال حسين (1824- 1887) لرفع قضية ضده أمام القضاء الإيطالي، مثلما كانت فعلت ذلك بخصوص قضية محمود بن عياد أمام القضاء الفرنسي. وقد استمرت تلك القضية عدة سنوات.

## إشارات مرجعية
1. 1 2  سيرة مصطفى بن إسماعيل، تحقيق د. رشاد الإمام، تونس 1981، ص 45
2. ↑  Entre Orient et Occident. Juifs et Musulmans en Tunisie  نسخة محفوظة 15 ديسمبر 2019 على موقع واي باك مشين.
3. 1 2 3  Jean Ganiage, Les origines du protectorat français en Tunisie Publ. de l'université de Tunis, 1960, 184
4. 1 2  جريدة الصحافة، 16 أفريل [[2008، سفيان بن فرحات، "محمد بيرم : المصلح السيّاح في الأقطار والأمصار"] [وصلة مكسورة] نسخة محفوظة 22 يوليو 2010 على موقع واي باك مشين.
5. ↑  Tunisie d'Antan نسخة محفوظة 23 ديسمبر 2012 على موقع واي باك مشين.
6. ↑  Tunisie. Rêve de partages نسخة محفوظة 05 مارس 2016 على موقع واي باك مشين.
7. ↑  Jean-Pierre Allali, Les Juifs de Tunisie, saga millénaire نسخة محفوظة 10 أبريل 2012 على موقع واي باك مشين.
8. ↑  Réformiste, jurisconsulte et érudit tunisien [وصلة مكسورة] نسخة محفوظة 20 مارس 2020 على موقع واي باك مشين.